# Kirstine Roepstorff
Kirstine Roepstorff (født 1972) er en dansk kunstner kendt for sit arbejde inden for collage, skulptur og installationskunst.  Roepstorff repræsenterede Danmark ved den 57. internationale kunstbiennale i Venedig i 2017. Hun har en MFA fra Det Kongelige Danske Kunstakademi og Rutgers University, Mason School of Fine Art, og har modtaget Eckersberg Medaljen og Ny Carlsbergfondets Kunstpris.   

## Liv og arbejde
Kirstine Roepstorff blev født i Virum i 1972, og voksede op i København og Fredericia. 
Fra 1994 til 2001 studerede hun på Det Kongelige Danske Kunstakademi og var tilknyttet Claus Carstensens malerskole.  I studietiden blev hun en del af udstillingsstedet og kunstnerkollektivet Kørners Kontor med John Kørner, Tal R og Kasper Bonnén.   Kunstnerne stillede spørgsmål ved og udfordrede de etablerede normer og traditioner i kunsthistorien, samtidig med at de kritisk reflekterede over, hvordan kunst og kunstnere er blevet portrætteret gennem tiden. Nogle af deres vigtigste udstillinger og happenings, var Street Sharks (1999), Standardrum (2001) og Ambassaden (2000). 
Roepstorff stiftede i 1997 den feministiske kunstnergruppe Kvinder på Værtshus med kunstnerne Åsa Sonjasdotter, Andrea Creutz og Lisa Strömbeck.  Gruppen blev senere udvidet til at omfatte medlemmerne Nanna Debois Buhl, Nynne Haugaard, Katya Sander, Marika Seidler og Christina Prip.  Een af deres mest kendte aktioner var Sexogpenge, hvor de kortlagde og skrev fortolkende kommentarer til annoncer i København og uddelte flyers med et link til hjemmesiden sexogpenge.dk, en guide til produkter, der brugte en sexistisk reklame i deres markedsføring. I 2000 viste de også værket Herstories Tour, hvor gruppen arrangerede kanalrundfart-visninger i København med fokus på kvinder, som Amagerkonerne på Grønttorvet.
I 2000 afsluttede Roepstorff en MFA ved Rutgers University, Mason School of Fine Art i USA.  Efterfølgende flyttede hun til Berlin for at bo og arbejde.  Hun vendte tilbage til Danmark i 2015 og bor og arbejder i dag uden for Fredericia.
Roepstorff fik i 2011 til opgave at lave plakaten til Copenhagen Jazz Festival.  
I 2015 skabte Roepstorff en tre tons rørformet bronzeklokke til DOKK1 i Aarhus.   Klokken også kaldet en gong, har en opgående sol og uendelighedssymbol indgraveret. Den er forbundet til Aarhus Universitetshospital, 16 km væk, hvilket giver nybagte forældre mulighed for at fejre deres babys fødsel ved at aktivere lyden. Besøgende kan røre ved klokken og mærke dens vibrationer som en påmindelse om den energi og nye begyndelse, hver fødsel bringer. Installationen fungerer både som et kunstnerisk stykke og et symbol på sammenhæng, der afspejler livets og fællesskabets cyklus.
Roepstorff blev i 2017 udvalgt til at repræsentere Danmark ved Venedig biennalen,    med udstillingen Influenza: Theatre of Glowing Darkness. Udstillet i den Danske Pavillion,    udforskede hun mørkets kraft. Gennem et dynamisk samspil mellem lys, mørke og skulpturelle indgreb skabte Roepstorff en udstilling, der inviterede de besøgende til at reflektere over processen med transformation, forstyrrelse og fornyelse. Arbejdet havde til formål at tilskynde til en genindlæring af vores opfattelser og reaktioner på forandringer, og understregede nødvendigheden af at udvikle sig i lyset af usikkerhed og det ukendte.     Hendes messingmobiler, som hun betegner 'Klangmennesker' (Lydmennesker) indgik også og hun udtale – "Vi er en slags vibrationsvæsener, der går rundt, nogle gange i forening, nogle gange ikke. Om vi er i stand til at gå i harmoni med vores omgivelser, handler i høj grad om, hvordan vores egen indre lyd er afstemt." 
I 2018 blev den største præsentation af hendes arbejde i Danmark vist på Kunsthal Charlottenborg med titlen "Nattens renæssance."  Kurateret af Aukje Lepoutre Ravn inkluderede det Roepstorffs Influenza: Theatre of Glowing Darkness i et nyt format, sammen med gobelinet Renaissance of the Night.  Udstillingen omfattede 75 kunstværker på tværs af forskellige medier, herunder maleri, collage, relief, mobil og skulptur, der viste både nye og tidligere skabte værker.  Udstillingen, der er bygget op som en rejse fra solnedgang til daggry, fandt sted i Sydfløjen af Kunsthal Charlottenborg. Roepstorff undersøgte mørket, dets kulturelle associationer og dets potentiale som en transformativ kraft snarere end noget, der skulle undgås. Hun præsenterede mørke ikke kun som fravær af lys, men også som forbundet med den menneskelige psyke, søvn, død og underbevidsthed. Selvom det kunne symbolisere frygt og usikkerhed, var det også oprindelsen til alt liv i en verden domineret af kunstigt lys, hvor mørket ofte var forbundet med det ukendte. 
Samme år, skabte Roepstorff scenografien til soloudstillingen Solo: Rita Kernn-Larsen på Gl. Holtegaard, som fremhævede den danske surrealist Rita Kernn-Larsens (1904–1998) arbejde.  Udstillingen præsenterede over 100 værker, herunder malerier, collager, skitser og keramik fra 1920'erne til 1980'erne.
I 2018 viste Roepstorffs soloudstillingen Edicius og Lilith på Trapholt Museum. Hun udstillede en række installationer, skulpturer og collager, der udforskede grænsernes flydende karakter og transformationen af personlige og kollektive oplevelser. Roepstorffs værk kombinerede visuel skønhed med kritisk kommentarer. Et centralt tema i udstillingen var forholdet mellem de to køn, repræsenteret ved Edicius og Lilith. Den bibelske figur Lilith (natteheksen) symboliserede de primære feminine kræfter for Roepstorff, mens hendes egen figur, "Edicius", repræsenterede en ny form for følsom og poetisk ladet maskulinitet, hun observerede i verden. Når "Edicius" staves omvendt, dannede det ordet "Selvmord", der symboliserer behovet for mænd til at afvise karikaturen af traditionel maskulinitet for at gøre plads til en ny, frugtbar æra. Roepstorff viste også det monumentale gobelin værk Himmelfrø, der spændte over 45 kvadratmeter og lignede en himmelhvælving. Udstillingen blev akkompagneret af musikken Für Alina af Arvo Pärt.
Roepstorff deltog i 2023 i udstillingen Waden Tide med skulpturen Mosaikøje på Danmarks vestligste punkt, Blåvandshuk.  Inspireret af Fresnel -linsen fra Blåvandshuk Fyr udforskede værket sand som et materiale og en ressource, der konstant former landskabet.  Som en del af gruppeudstillingen First There Is A Mountain fremhævede udstillingen sandets indflydelse på både naturen og vores samfund. 
Kurateret af Fatoş Üstek, var Roepstorff en del af Frieze Sculpture Park med skulpturen Lightning Rod .  Inspireret af Regent's Park som et sted for forbindelse og konvergens, er værket sammensat af støbte bronzeformer og natursten. Skulpturen udforskede et skift i vores forståelse af energi, hvordan den kan fanges, lagres, transformeres og anvendes til både ødelæggelse og skabelse. Skulpturen er en del af Roepstorffs projekt Earth School og dykker ned i begrebet 'indre teknologi' og de usynlige aspekter af tilværelsen.   
For at fejre Koldinghus ' 750 års jubilæum har Ny Carlsbergfondet fået fire danske kunstnere, Bjørn Nørgaard, Tal R, Alexander Tovborg og Kirstine Roepstorff, til at designe 16 gobeliner i samarbejde med Manufacture des Gobelins. Projektet, der forventes afsluttet i 2028, vil omfatte et 108 m² gobelin, inklusive fire store stykker på 3 x 6 meter og tolv mindre entre fenêtres (vinduesstykker) på 0,8 x 2,8 meter.    Roepstorffs værk henter inspiration fra Koldinghus og grænser i alle deres former: territoriale, spirituelle, kosmiske og menneskelige. Ligesom et middelalderligt altertavle skildrer det et apokalyptisk landskab, hvor månen danner en hellig kuppel, der leder blikket gennem en mørk fortælling inspireret af Hieronymus Bosch. Et kløvet bjerg rejser sig fra det stormfulde hav, med en kvinde hvis kjole smelter sammen med havets dyb. På hver side af havet deler fæstningsmure to verdener: til venstre en brutal verden, hvor mennesket kæmper med sine urinstinkter; til højre en kollapset civilisation, generobret af naturen. Under det hele pulserer lydbølger i takt med Jordens rytme, mens en kvinde i en boble holder musikken i live – et sart håb for fremtiden.
Roepstorffs grundlag er collager med mediebilleder, der visualiserer eksisterende magtforhold og kritisk behandler politiske idéers historie og fiaskoer. Ved at redigere og nedbryde det originale materiale skaber hendes værker nye kontekster, der åbner rum for forhandling og nye fortællinger. Collagerne er ofte store med forskellige materialer som stoffer, fotokopier, stiklinger, folier, messing, træ og papir.  I de sidste 5-6 år har Roepstorff udvidet sin collage-praksis ved at inkorporere skulpturelle elementer i sit arbejde og skabe nye visuelle og kropsligt engagerende oplevelser. Hendes skulpturer har hovedsageligt været lavet af beton og messing. 

## Udstillinger

### Soloudstillinger
| 2025 | Neptune Lab 29°, Vejle Kunstmuseum, Vejle, Danmark |
| 2023 | Earth School Classroom, Gallery 2112, København, Danmark |
| 2022 | G(r)ain, Kunsthal Aarhus, Aarhus, Danmark |
| 2019 | Ex Cave, Museum Haus Konstruktiv, Zurich, Schweiz |
| 2018 | Renaissance of the Night, Kunsthal Charlottenborg, København, Danmark Edicius & Lilith, Trapholt Museum for Moderne Kunst, Kolding, Danmark |
| 2017 | Influenza: Theatre of Glowing Darkness, 57th Bienniale di Venezia, Venedig, Italien |
| 2016 | Rehearsing Volume, Andersen’s Contemporary, København, Danmark |
| 2014 | When You Light a Lantern in the Summer Night Many Strange Things Come Flying, Kunstverein Göttingen, Göttingen, Tyskland Mother Of Time Showing Her Fruits, The Danish Cultural Institute, Edinburgh, Scotland                                                       |
| 2013 | Walking Beside Time, Kunstpalais Erlangen, Erlangen, Tyskland |
| 2012 | Structures, Pippy Houldsworth Gallery, London, England When a Drop Unite, Patricia Low Contemporary, Saanen, Schweiz |
| 2011 | Wunderkammer of Formlessness, Museum of Contemporary Art, Oslo, Norge |
| 2010 | Dried Dew Drops: Wunderkammer of Formlessness, Museum für Gegenwartskunst, Basel, Schweiz Illuminating Shadows, Peres Projects, Berlin, Tyskland Illuminating Shadows, Galerie im Taxispalais, Innsbruck, Østrig Illuminating Shadows,; Stadtgalerie, Schwaz, Østrig |
| 2009 | Nuit: Sun Forms of Beneath, Kunsthallen Brandts, Odense, Danmark The Inner Sound that Kills the Outer, MUSAC, Leon, Spanien Rainbows, Galleri Christina Wilson, København, Danmark                                                                                   |
| 2008 | Rocks, Patricia Low, Gstaad, Schweiz |
| 2007 | It’s Not the Eye of the Needle That Changed – The Self, Peres Projects, Los Angeles, USA It’s Not the Eye of the Needle That Changed – The Time, MoMA, Drawing Center, New York, USA                                                                                 |
| 2006 | A Handful of Once, Peres Projects, Berlin, Tyskland A Handful of Once, Arnolfini, Bristol, England |
| 2004 | King of Crash and the Untouchables, Lonsdale Gallery, Toronto, Canada 1 1/2, LA PIX, Peres Projects, Los Angeles, USA The Queen of Diamonds, Galleri Christina Wilson, København, Danmark                                                                            |

### Gruppeudstillinger
| 2024    | When You Lose Control, Glas, Museum of Glass Art, Ebeltoft, Danmark Lightning Rod and Earth School, Frieze Sculpture Park, Regent’s Park, London, England Cosmic Connection, Galerie Møller Witt, København, Danmark |
| 2023    | First There Is A Mountain, Wadden Tide, Blåvand, Danmark Ej Blot til Lyst, Gallery 2112, København, Danmark |
| 2022    | New Works, Gallery 2112, København, Danmark |
| 2021    | Eye of the Huntress, Banja Rathnov Galleri, København, Danmark |
| 2019    | Ocean Dwellers, Nordic Embassies, Berlin, Tyskland The King is Dead, Cermak Eisenkraft, Prag, Tjekkiet |
| 2017-18 | Samtidskunst på Hospitaler, KØS Museum of Public Art, Køge, Danmark Cool, Calm, Collected, ARoS Aarhus Art Museum, Aarhus, Danmark Teser, Rundetårn, København, Danmark (også vist på Stiftung Christliche Kunst Wittenberg, Wittenberg, Tyskland) |
| 2016    | Variation in Scandinavian Abstractions, Galleri Brandstrup, Oslo, Norge |
| 2015    | Poor Art - Rich Legacy. Arte Povera and Parallel Practices 1968–2015, National Museum of Art, Oslo, Norge The Essential Bruce Springsteen, Andersen’s Contemporary, København, Danmark Efterklang / Reverberations, Röda Sten Konsthall, Gothenburg, Sverige Moon Skin Lucid Walk, Den Frie Udstillingsbygning, København, Danmark Grønningen 100th Anniversary Exhibition, Museumsbygningen, København, Danmark |
| 2014    | Avantgarde Mecanique, Galleri Tom Christoffersen, København, Danmark Coming From, Overgaden Institute of Contemporary Art, København, Danmark |
| 2013    | Metaphysik der Disziplin, Tschechisches Zentrum Berlin, Berlin, Tyskland Spiel der Throne, Humboldt Lab, Ethnographisches Museum Dahlem, Staatliche Museen, Berlin, Tyskland Screen & Décor, Justine M Barnicke Gallery, Toronto, Canada Converge, Kunsthallen Nikolaj, København, Danmark Enten Eller / Entweder Oder, Haus am Waldsee, Berlin, Tyskland Super 100 – 100 Super Works of Art from the Collection, HEART Herning Museum of Contemporary Art, Herning, Danmark |
| 2012    | 13.0.0.0.0., RH Gallery, New York, USA Keine Zeit Erschöpftes Selbst/ Entgrenztes Können, 21er Haus, Belvedere, Wien, Østrig |
| 2011    | Gesamtkunstwerk: New Art from Germany, Saatchi Gallery, London, England You are Free, Kunsthalle Exnergasse WUK, Wien, Østrig Berlin 2000-2011: Playing among the Ruins, Museum of Contemporary Art Tokyo, Tokyo, Japan The Art of This Century, Museum Alex Mylona - Macedonian Museum of Contemporary Art, Athen, Grækenland The Human Pattern, Kunsthall Oslo, Oslo, Norge |
| 2010    | The Library of Babel / In and Out of Place, Zabludowicz Collection, London, England Connexions, Esbjerg Art Museum, Esbjerg, Danmark Scene Shifts, Bonniers Konsthall, Stockholm, Sverige The Third Meaning, RH Gallery, New York, USA Third Thoughts, Centro Cultural Andratx, CCA, Andratx, Spanien The 5th Anniversary Exhibition, Patricia Low Contemporary, Geneva, Schweiz |
| 2009    | Berlin - Los Angeles. A Tale of Two (Other) Cities, Galleria Massimo De Carlo, Milano, Italien Minneapolis, Peres Projects, Los Angeles, USA |
| 2008    | U-Turn, Quadrennial for Contemporary Art, København, Danmark Eurasia. Geographic Cross-Overs in Art, Museo di Arte Moderna e Contemporanea di Trento e Rovereto, Trento, Italien Home is the Place you Left, Trondheim Museum of Arts, Trondheim, Norge Personal Protocols and Other Preferences, Bard College, Annandale-on-Hudson, New York, USA The End Was Yesterday - Part II, Kunstraum Innsbruck, Innsbruck, Østrig. Danskjävlar – en svensk kærlighedserklæring, Kunsthal Charlottenborg, København, Danmark La Maison Jaune: Works on Paper, Patricia Low Contemporary, Gstaad, Schweiz |
| 2007    | Fit to Print - Printed Media in Recent Collage, Gagosian Gallery, New York, USA Star of Africa, Patricia Low Contemporary, Geneva, Schweiz |
| 2006    | Gold Diggers!, Patricia Low Contemporary, Gstaad, Schweiz |

## Offentlige kunstværker
Hun har gennemført betydelige offentlige kunstprojekter, herunder Horizons and Moons i Alserkal Avenue, Dubai, The Galactic Community Park ved Aalborg Universitet (DK), Bib Au Natura i Randers (DK), Three Paradoxes–Three Medicine Balls–Three Forces in Buddinge (DK), Cosmic Dance in Fjellhamar (NO), Hydra in Fredericia the W. (DK), Gong på DOKK1 Offentlige Bibliotek i Aarhus (DK), og Klangfrø ved Københavns Universitet (DK).     

## Samlinger
Hendes værker findes i permanente samlinger verden over, herunder MoMA - Museum of Modern Art (US), The Saatchi Gallery (UK), National Museum of Art, Architecture and Design (NO), Woods Art Institute (DE), Statens Museum for Kunst (DK), Arken Museum of Modern Art (DK), HEART, Herning Museum of Contemporary Art (DK), Ny Carlsbergfondet (DK) og Statens Kunstmuseum (DK) og Statens Kunstmuseum ( DK) (UK), Reydan Weiss Collection (DE) blandt andre.    

## Priser
- 2015: Kunstprisen, Ny Carlsbergfondet, Danmark
- 2014: Eckersberg Medaljen, Det Kongelige Danske Kunstakademi, Danmark
- 2014: Ole Haslunds Kunstnerfond, Danmark
- 2012; Sven Hols' Legat, Akademiraadet, Danmark
- 2007: Zartmanns Legat, Statens Kunstfond, Danmark

## Publikationer og kataloger
- The Archive of Dark, med andre ord, London, Storbritannien, 2021 ISBN 1916002471
- Almindelig forkølelse, CMMN CLD, König Buchverlag, Berlin, Tyskland, 2017 ISBN 978-3960981794
- Horizons of the Moving Mind, Kunstverein Göttingen, Argobooks, Berlin, Tyskland, 2014 ISBN 978-3-942700-58-0
- Walking Beside Time, Kunstpalais Erlangen, Kerber Verlag, Bielefeld, Tyskland, 2014 ISBN 978-3-86678-948-7
- Dried Dew Drops: Wunderkammer of Formlessness, Museum für Gegenwartskunst, Basel, Schweiz, 2010 ISBN 3775727485
- Illuminating Shadows, Stadtgalerie Schwarz, Düsseldorf, Tyskland, 2010
- Nuit: Sun Forms of Beneath, Kunsthallen Brandts, Odense, Danmark, 2009 ISBN 87-7766-077-3
- The Inner Sound that Kills the Outer, Museum of Contemporary Art (MUSAC), JRP Ringier, Leon, Frankrig, 2008 ISBN 978-3-03764-025-8